# やなな

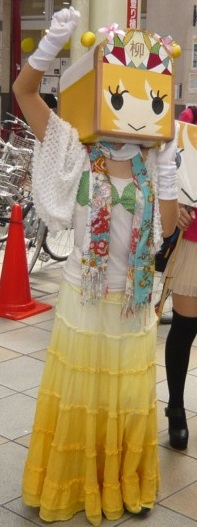
やなな

やななとは、岐阜県岐阜市にある柳ケ瀬商店街の非公式キャラクターである。岐阜県ときどき商工労働部長（柳ヶ瀬活性化担当）。2008年7月5日に誕生し、2013年3月31日までの約4年8ヶ月間、活動した。本項ではキャラクターである「やなな」に加え、運営主体であった街づくり団体「ひとひとの会」について述べる。

## 概要

アクアージュ柳ケ瀬の人魚像

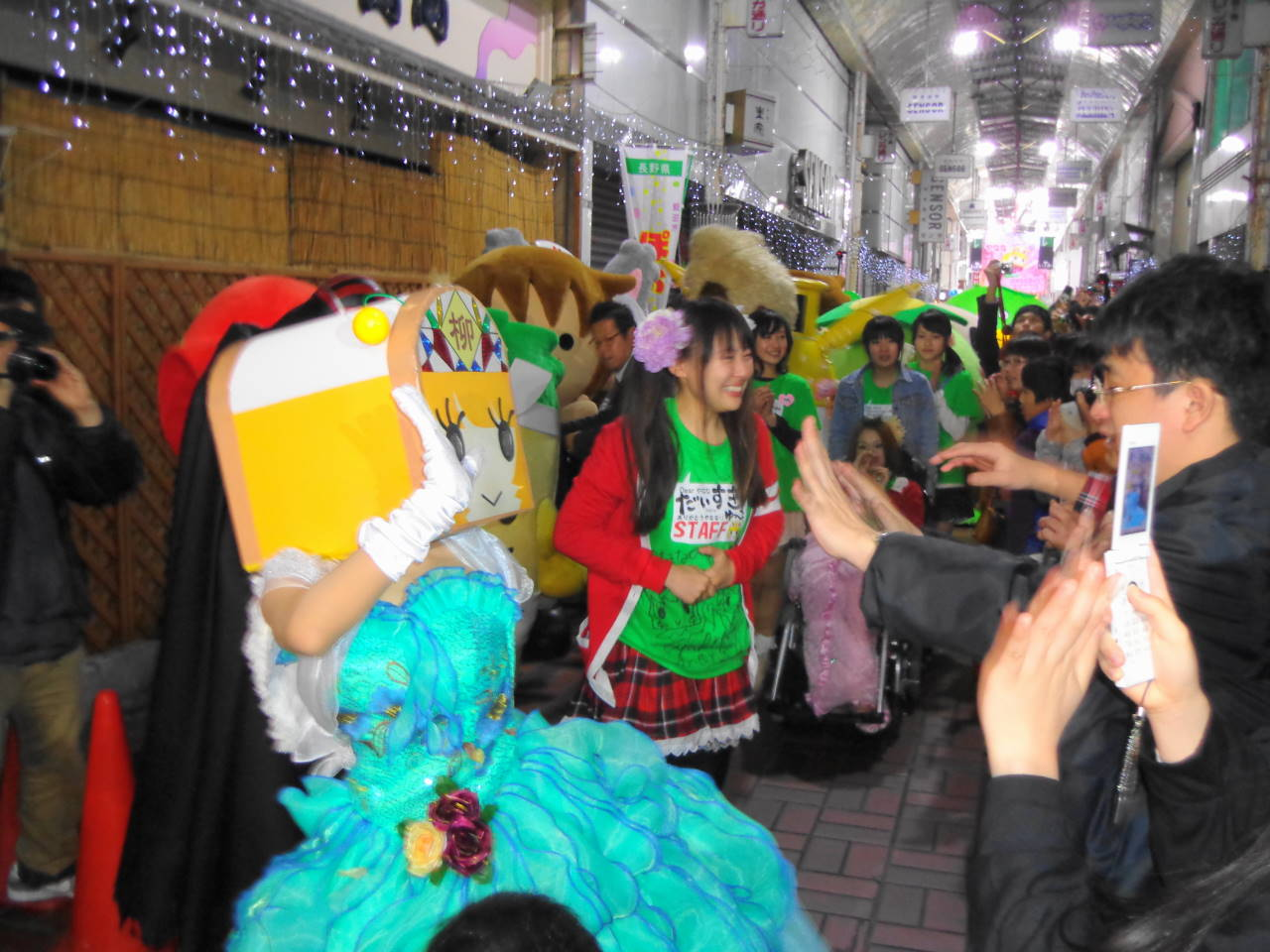
柳ケ瀬で開催された引退イベントで大勢のファンとゆるキャラたちに見送られるやなな（2013年3月31日撮影）

段ボールで造られた頭部は「アーケードのマーメード」という言葉遊びから岐阜市柳ケ瀬商店街のアーケードの形状を模したフォルムとなっている。身長は通常8センチメートルだが、好物の岐阜特産の枝豆を食べると20倍の大きさになり、実体化するという設定である。柳ケ瀬商店街には、さらに20倍化したやななのフラッグが掲げられている。非公式キャラクターであるのは、あえて非公式にすることにより制約なく自由に商店街のPRができるという、柳ケ瀬活性化プロジェクト団体「ひとひとの会」代表・佐藤徳昭の発案による。やななをデザイン・考案し、やなな（やながせいこ）と名づけたのたのは岐阜県を拠点に活動する音楽家・サクソフォーン奏者である小島勇司で、柳ケ瀬商店街のイメージソングである「柳ケ瀬ルンバ」、動画『やななと西の魔女』やホームページの制作もしている。
柳ケ瀬商店街内の日ノ出町通りとレンガ通りの間にある水路沿いの歩道「アクアージュ柳ケ瀬」にマーメイドの銅像があり、これがモデルだと言われているが、ひとひとの会スタッフがマーメイド像に気がついたのはデザインが出来た後である。
2012年7月5日、2013年3月31日をもって引退することが緊急記者会見で発表された。同日以降は、柳ケ瀬商店街で8cmの人魚の状態で住み続けるが、ゆるキャラとして公の場には登場しない。引退イベントの際には、多くのファンに加え、親交のあるくまモンなどのゆるキャラ約80体も参加した。佐藤の言によると、最終日に集まったゆるキャラたちは交通費等の経費を全額自己負担という条件で参加したという。

## 活動
柳ケ瀬での“おさんぽ”や、県内外で開かれるイベントなどでは、20倍の大きさ（約160センチメートル）になった姿で活動する。各地へ移動の場合にも20倍の姿で移動する。
言葉を話せないという設定のため無口で、フリップボードやジェスチャーを使って意思の疎通を図る。ネット上ではツイッター、ミクシィ、ブログを活動の範囲としている。ブログ『段ボールでごめんなさい…。』において、岐阜出身の漫画家・湯浅みき（ゆあさみき）作画による4コマ漫画が毎週月曜日に掲載、本当にあったゆかいな話と同人誌に掲載された作品と合わせて柳ケ瀬のアイドルやななやよ♪として竹書房より単行本化。ネット上では「○○なんやよ」などと、岐阜の方言を知らないと関西弁にも思えるが、美濃弁を交えたしゃべり方をする。

## マネージメント
- 「ひとひとの会」が掲げる「柳ケ瀬のファンを作ろう！」という柳ケ瀬商店街活性化スローガンの下に、「ポンコツ商店街のチープなシンボル」という自虐的な発想から生み出されたのが 総製作費1万円の「非」公式キャラクター＝やななである。クチコミとインターネットで毎月一回参加者を募り、週末に柳ケ瀬商店街をやななと一緒に散策する「おさんぽ」企画を根気よく継続し、次第にリピーターの数を増やしていった。
- 活動開始当初は、佐藤が「鬼マネージャー（鬼マネ）」[2]なる”疑似人格”に扮して出演していたが[13]、佐藤はアイドル系美少女をやななの世話係であるマネージャーとして採用し、性格がゲスい方向にシフトしつつあったやななと可愛い女の子とのギャップが醸し出すコンビネーションの妙味によって新たな活路を見出した。

### やななビジュアルスタッフ
- 2009年からやななの活動に付加価値をつけるために、モデルやタレントの卵を「ビジュアルマネージャー」として起用。後に複数の「マネージャー研修生」が在籍するようになると「やななビジュアルスタッフ」と称してユニット化した。主な担当業務は、やななの世話係、ゲスト・キャラクターのアテンド、ファンとの交流、撮影会のモデル、ステージの企画運営・進行管理。その他、やななグッズの販売、外部との交渉、会場設営・撤収作業も自らの手で行う場合が多い。公式に「ビジュアルマネージャー」に任命されたのは下記の３人。

- - 初代：まゆみん - 2009年～2010年3月。やなな誕生前からの学生ボランティアスタッフ。タレントデビュー後、改めてビジュアルマネージャーとして起用。退任後はやななの活動から離れタレント活動に専念。現在、アイドルユニット「マニアーナ!」のリーダーを務めている。
  - 2代：ドキン（ドーキンズ英里奈） - 2010年6月、フリーペーパー『岐阜美少女図鑑』高校生（当時）モデルから起用。「かわいすぎるマネージャー」として名を馳せ、やななの一般的な認知度の向上に大きく貢献した[14]。2011年8月にタレントとしての活動拠点を東京に移すために卒業[15]。　
  - 3代：ミオナ（伏屋直美） - ドキンがやなな以上にブレイクしファンの人数が飛躍的に増加した事実を鑑みて、複数の岐阜美少女図鑑（岐美女）モデル経験者を「マネージャー研修生」として起用するようになる。ミオナは2011年春、ドキンの後継者候補として『岐阜美少女図鑑』モデルから起用。同年8月のドキン卒業に伴い、当時中学2年にして「ビジュアルマネージャー」に昇格。ときどき商工労働部長政策秘書（後述）にも就任。2012年8月高校受験に専念するために退任。2013年3月高校合格とやなな引退に合わせてマネージャーに復帰。
- ドーキンズ・伏屋に加えて、岐阜美少女図鑑から塚本明里（愛称：あかり）・桜井かなみ（愛称：かなみ）・水木杏花（愛称：きょうか）をスカウトし、やなな秘書「ゆっこ」（やながせゆっこ）を加えたメンバーで、「やななビジュアルスタッフ」としてやななとは別に注目を浴びることになる。
- 結果としてやななビジュアルスタッフがタレントとしてのステップアップの場となり、2019年3月現在まゆみん・ドキン・ミオナ[16]と塚本・ゆっこが芸能活動を続けており、一時期やななの活動に参加していたアナウンサー・有田早紀も現役（ NHK名古屋放送局の契約キャスター）で活躍中である。

## 岐阜県ときどき商工労働部長
- 2011年10月、岐阜市より特別住民票が交付され、岐阜県から「ときどき商工労働部長（柳ヶ瀬活性化担当）」に任命された[17]。これは、2012年10月のぎふ清流国体・ぎふ清流大会を前に、県庁所在地の繁華街である柳ヶ瀬地区の活性化プロジェクトが岐阜県・岐阜市合同でスタートしたことに伴い、非公式ながら柳ヶ瀬のマスコットキャラとして知名度が高くなったやななをプロジェクトのシンボルとして位置づけるためのものである。商工労働部付非常勤職員（無報酬）で当初の任期は2012年3月31日までであったが、2012年度も委嘱され2013年3月31日まで任期延長された。
- 決裁行為など岐阜県庁常勤の商工労働部長が行うが、イベントなどの形式的な行事を行うのみならず、プロジェクトの会議等にも佐藤らと共に出席するなど実務の一部もこなしている。

### ときどき商工労働部長政策秘書
- ときどき商工労働部長と同日にポストが創設され、やななの部長としての職務を補佐をし個々の柳ヶ瀬活性化プロジェクトの実務を担う。部長同様に商工労働部付非常勤職員（無報酬）である。
  - 初代：ミオナ - 2011年10月～2012年3月。ビジュアルマネージャーと兼任。
  - 2代目：ゆっこ（やながせゆっこ）[18] - 2012年4月～2013年3月。ドキンの高校時代の友人。ドキン上京後に学生インターンとして活動に参加。当初はもっぱら裏方仕事に従事していたが、2代目秘書就任後はやななステージに出演するようになる。2012年8月ミオナが「ビジュアルマネージャー」退任後は、同ポストが空席になったためゆっこが中心となり活動することとなり、事実上最後のやななビジュアルマネージャーとなった。天真爛漫な営業スマイルと天衣無縫のド天然キャラ、そして何より無自覚・無防備の「神対応」で想定外の人気を博した。

## 外見
アーケードの街燈をイメージした触覚のついた、山型の食パン型の丈夫な段ボール箱の顔を持つ。マーメイドの格好をしてオーバーリアクションをする。首から下は着ぐるみではない。そのため、通常30～40万円程する制作費用は約1万円と、他のゆるキャラに比べてかなりの破格値でできている。
触覚（きょういのアンテナ）
先端が黄色く柳ケ瀬商店街のアーケードの街燈をイメージしている。どちらか片方にはおもに枝豆のストラップをつけている。夜のイベント時にはLEDライト仕様になり、発光していることもある。この触覚から空気中の水分を吸収しているという設定がある。
頭部
丈夫なダンボール製でアーケードの形状、表情は固定されている。その上に商店街を模したかぶりものをかぶっている黄色の髪の美少女風である。2009年以降は2008年登場時と比べて目の形が変更されているが、本人はメイクが上手になっただけであり、顔が変わったわけではないと強弁している。ダンボールだけに、雨にうたれるとシワシワになってしまう。なお、後頭部には様々なシールが貼られていることが多い。
上半身
枝豆の胸当てと呼ばれる黄緑色の水玉ブラジャーを着用。首にストール、手袋のほか、肩からイルカのポシェットやトートバッグを下げる。
下半身（鱗、尾びれ）
スカートのように見えるものはウロコであると本人は主張。尾びれの中を見せ付けすぎるとマネージャーが鬼マネに怒られるという。靴をはいており、季節や衣装によってその色が変わることがある。特別なイベントでは、サンタガールやメイド、女子高生、浴衣などの衣装を披露す
- 本名 - やながせいこ（柳ケ瀬行こ!）[19]
- 愛称 - やなな（呼称はやななちゃん・やななさん）
- 種別 - 人魚の女の子
- 視力 - 視野が狭いので、接近は前方から行うことが望ましい。広範囲を見回すときはあごを押さえる。周囲の人に頭やアゴがぶつかってしまうことが多い。
- 身長 - 160cmくらい
- 3サイズ - ひみつ（腰はかなり細いとの噂。Fカップに心から憧れており、自画像で誇張して描くことも多い）
- 動き - フリーダムである。ゆるキャラの中では身体能力はかなり高い。ふらつくが自転車にも乗れる。音楽が流れるとオリジナルの不思議なダンスやミュージカル風の動きを披露する。
- 性格 - 好奇心旺盛。調子にのりやすい。暴走してマネージャーに怒られることもままある。悲しい事があると「どよ〜ん」としゃがみこむ一面もある。
- 頭脳 - 記憶力は、かなりよく、一度会ったら忘れないのではとも言われる。ハプニング時の臨機応変の対応から、頭の回転は早いと思われる。
- 誕生日 - 本人が忘れたため不詳。スタッフが8月7日を「やななの日」と定め直近の休日にお誕生日会を開催している。
- 年齢 - 「永遠」の8歳
- 血液型 - B型
- 出身地/現住所 - 岐阜市柳ケ瀬商店街アクアージュ
- 主な活動場所 - 岐阜市柳ケ瀬商店街・岐阜高島屋前特設ステージ、あい愛ステーション
- 趣味 - 段ボール収集。柳ケ瀬お散歩（柳ぶら）。
- 好きな音楽 - 柳ケ瀬ルンバ
- 夢 - 柳ケ瀬にかつてのような賑わいを取り戻すこと。
- 禁句 - 「段ボールで出来てる」、これを言うと「もしもし〜？（怒）」という感じで大接近して怒ってくるので注意
- 特技 - ダンス、マジック、子供に泣かれること、イラストを描くこと
- すきなもの - 柳ケ瀬、枝豆
- すきなこと - いたずら
- 苦手なもの - 猫、鵜、火、雨
- 好きな芸能人 - 加藤ミリヤ
- 憧れの人 - 伊藤英明
- すきなタイプ - さかなクン、もう中学生（段ボールつながり）
- 似ている有名人 - しょくぱんまん
- 別名 - 荒ぶるダンボール、かまぼこねーちゃん、食パン、箱入り娘（公式より）
- 交友関係 - 気に入っている男の子のキャラは、ボーイフレンドやフィアンセとしてキープされる（らしい）
- 主な活動 - やななミニステージ（第3土曜日に開催）、やななとゲーセン、FMわっち公開生放送ラジオ『無口でごめんなさい』、岐阜新聞連載コラム（詳細は公式ブログ参照のこと）

### やなな誕生の物語
柳ケ瀬商店街近くに住む、世界一美しい魔女と自負する「西の魔女」。ある時、彼女は柳ケ瀬商店街をさまよっていました。人気の少ない夜の商店街。目に映るのは、自分より見劣りする美人ばかり。「私が一番よ」そうほそく笑み去ろうとすると、魔女も嫉妬するほど美しい人魚が、色とりどりに輝くライトに照らされて佇んでいました。その人魚は人間のナガセ君に恋をして、それはそれは美しい姿をしていたのです。
「…アクアージュに住む、美しい人魚…」
恋をしているその人魚のあまりの美しさに嫉妬した西の魔女は、「忌々しい」と人魚を魔法でゆるキャラ「やなな」にし、虹の海に飛ばしてしまいました。ナガセくんに会うため柳ケ瀬に戻ることを決意したやななは、虹の海で、ヤーナとナーナ、長良川で鮎のアユミに助けてもらいながら、長い旅を経てようやく元いたアクアージュまで辿り着くことがきました。
しかし西の魔女は怪我をしているため、魔法もとけません。悲しみのあまり商店街をさまよっていたやななですが、商店街の人々の暖かさに触れ、ひょんなことからお世話になっている柳ケ瀬の人達のために日々奮闘することにしたのです。

### やなな引退の理由
やななの引退が発表されてからは、周囲で「妊娠した」とか「体力の限界か」等と噂されたが、2012年7月5日の緊急記者会見での佐藤の話によれば、活動開始から1年後の2009年には既に話は出ており、「やななが今後もゆるキャラとして10年20年先も活動できるかは分からない。各地のゆるキャラも、知らぬ間に消えていることもある。人気が無くなり、登場機会が減って自然消滅することは、柳ケ瀬商店街にとってマイナスイメージとなってしまうので避けたかった。」とのことである。
そこで活動期限を設け、一番のピークで引退することが望ましいと考え、2013年3月31日を引退の日と決めた。この間、様々な苦悩はあったが、最終地点（引退の日）までそこまでは頑張ろうと鬼のように言い続けて乗り越えてきたと言う。また、最大のピークで引退することで、人々の記憶にも残り、山口百恵のように伝説になるとのことである。
やななの登場は柳ケ瀬のPRではなく、商店街にあるお店のファンを作ること。やななやスタッフを好きになってくれたファンは、やななが薦めるものも好きになってくれる。そしてやななが薦めたものを販売するお店のファンになってくれる。最終的には商店街各店主の意識改革を求めることが本来の目的だった。やななは引退したが、今後も柳ケ瀬を盛り上げていくイベントを継続して行うと、佐藤は話している。
なお、この1ヶ月前に柳ケ瀬の新キャラクターを募集する告知が6月6日のやなな公式ブログに掲載された。更に応募先はラデッキであったり、やななも審査委員長として参加していることから、記者からやななの引退に合わせて企画されたのではとの問われたが、主催が岐阜市であり、直接の関係はない。

## ダークやなな
2010年頃より外見がやななに似て、表情や性格を悪くさせた「ダークやなな」が登場した。やななのダークな一面が具現化した存在で、やななとステージで共演することがある。なお、本物のやななの頭頂部はドーム状になっているが、ダークやななは正面に貼り付けられた紙以外は四角いダンボールのままなので、後姿でも区別可能。やななに先がけ2013年3月16日のステージで引退した。

## やなな引退後の活動

### 幻の「やなな映画」・銅像制作計画
引退直前の2013年3月16日、「やなな」を題材にしたメタフィクション映画が制作されることが公表された。公表の会見にはやななも同席した。計画では①橋本以蔵が監督・脚本を担当すること、②やななの引退後撮影に入り2014年春の公開を目指す等が明らかとなった。
やななの引退後、映画企画会社「PKP」が中心となり映画制作のプロジェクトが本格的に始動した。また、ひとひとの会が中心となり柳ヶ瀬商店街内にやななの等身大銅像を設置する取り組みが同時進行で行われた。やなな引退発表に前後して組織された「ありがとう、やなな実行委員会」と称する任意団体が「レジェンドオブやなな」なるクラウドファンディングを立ち上げ、「やなな映画製作＆モニュメント像建立のための活動資金の調達」を主な目的として、2013年7月18日までにファン有志211人から 5,027,377円を集めた。
しかし、映画制作のプロジェクトは進行途中で事実上とん挫し、やなな引退から約1年後の2014年3月19日の記者会見で映画化プロジェクトをいったん白紙に戻すことを公表した。「銅像設立」のプロジェクトも停滞し「映画化」及び「銅像設立」の公約が実現しないまま2014年3月にクラウドファンディング出資者に対する特典グッズが発送された。また、銅像化計画遅滞のエクスキューズとして、ペーパークラフトによる等身大のやなな像が作成され、外から見える形でひとひとの会事務所に設置されている。

### 柳ヶ瀬（やながせ）サンド
やなな引退後、ひとひとの会はご当地キャラを起用したプロモーションから撤退し、柳ヶ瀬を拠点としたイベントや「ご当地タレント」を使ったプロモーションにシフトする。その中で2013年5月、ゆっこやミオナら元やななビジュアルスタッフの一部がメインとなり柳ケ瀬商店街で街頭イベント「やながせサンド」(2014年4月まで「柳ケ瀬サンド」の表記)が立ちあがった。やななの毎月1回の定期イベントを開催していた第三土曜日に設定しやななの使命と意思を引き継ぐものとして、ゆっこやミオナらによる柳ケ瀬のプロモートや太田プロダクションのタレントや「ご当地アイドル」たちのライブを開催し、やなな引退後の新たなファン層の開拓に寄与し、2017年3月に終了した。

### 岐阜の「ご当地タレント」
やなな引退後、元ビジュアルスタッフの一部はひとひとの会の活動に残留する一方、佐藤が社長を務めるタレント事務所（ラデッキ株式会社）所属のタレントとしての活動を始める。ゆっこは2013年4月に「柳ケ瀬商店街公認マスコットガール」を拝命するとともに、ご当地キャラクター関連イベントのMCを専門とする「きゃらガ～ル☆ゆっこ」の芸名で活動するようになる。高校入試を終えやなな引退直前に復帰しミオナも『岐阜美少女図鑑』から転籍し「岐阜のご当地アイドル」として活動し、あかりもラデッキ所属の『岐阜美少女図鑑』のモデルとなった。ゆっことミオナはタレント修業のため太田プロエンタテインメントに入学（ゆっこは2期生、ミオナは3期生）するが、前述の「柳ケ瀬サンド」へタレントの出演など太田プロとの連携を強めていくことになる。
一方、やなな引退前にラデッキとは別の事務所のモデルになっていたきょうかと「岐阜美少女図鑑」に残留していたかなみは、「柳ケ瀬サンド」の立ち上げには参加するも2013年10月に「同図鑑モデルに専念する」との理由で活動から離れた。同時にゆっこ・ミオナ・あかりの3人組で「柳ケ瀬GIRLS」を名乗ることになるが、2015年12月にはミオナが進学のため活動から離脱。以降は「やながせゆっこ」の芸名も持つゆっこが中心となって活動をしている。なお「ひとひとの会」も、ラデッキメンバーに加え市民協働に関心をもつ学生インターンも受け入れ「まちづくり団体」として活動を継続している。

### やななミュージカルと限定復帰
2015年（平成27年）2月5日、やななを題材にした舞台公演「やななと不思議な世界」の企画が、振付家・中村仁美と佐藤によって発表された。。キャストはひとひとの会（ラデッキ）メンバー・元やななスタッフに加え一般からも出演者を募ったが、「やなな役」には引退した「やなな」自身が復活して演じることになり、同年8月21・22日の公演で引退から約2年半ぶりに劇中限定ながら表舞台に登場した。

### 書籍化
2019年5月には、デビューから引退、その後が綴られた小説『奇跡は段ボールの中に』が、かのうゆきによって執筆され、中部経済新聞社・ZENSHINから発行された。

### その他
2014年10月にはやななのLINEスタンプが登場、12月にはゲームご当地鉄道にやななが登場している。

## メディア出演（レギュラー）
- やななの無口でごめんなさい…。（シティエフエムぎふ、2009年2月25日〜、毎週水曜日）[12]
- やななの柳ケ瀬日和（岐阜新聞朝刊、毎週木曜日〈2010年4〜9月〉、毎週日曜日〈2010年10月〜2013年3月〉）

## 関連書籍
- ゆあさ　みき　やなな　『柳ケ瀬のアイドル　やななやよ♪』、2013年。ISBN 978-4812494523。
- やなな写真集制作委員会『やなながいた。』竹書房、2013年。ISBN 978-4812494530。
- かのう ゆき『奇跡は段ボールの中に』中部経済新聞社×ZENSHIN、2019年。ISBN 978-4885202223。